# Dircenna chiriquensis
Dircenna chiriquensis is een vlinder uit de familie van de Nymphalidae. De wetenschappelijke naam van de soort is voor het eerst geldig gepubliceerd in 1909 door Richard Haensch.